# Campionato del mondo di calcio da tavolo 2000 - Categoria individuale open
Il Campionato del Mondo di Calcio da tavolo di Vienna in Austria.
Fasi di qualificazione ed eliminazione diretta della Categoria Open.
Per la classifica finale vedi Classifica.
Per le qualificazioni delle altre categorie:
- squadre Open
- individuale Under19
- squadre Under19
- individuale Under15
- squadre Under15
- individuale Veterans
- squadre Veterans
- individuale Femminile
- squadre Femminile

## Primo Turno

### Girone 1
- Alain Hanotiaux  -  Jesper Nielsen 5-1
- Carsten Becker  -  Jesper Nielsen 2-3
- Alain Hanotiaux  -  Carsten Becker 0-0

### Girone 2
- Gil Delogne  -  Joseph Bonfante 4-0
- Derek Conti  -  Joseph Bonfante 4-2
- Gil Delogne  -  Derek Conti 1-3

### Girone 3
- Massimo Bolognino  -  Jonas Bentzen 4-0
- Gianis Sioutis  -  Jonas Bentzen 2-2
- Massimo Bolognino  -  Gianis Sioutis 3-1

### Girone 4
- Vasco Guimaraes  -  Renzo Frignani 0-0
- Christian Blümel  -  Renzo Frignani 1-3
- Vasco Guimaraes  -   Christian Blümel 4-1

### Girone 5
- Antonio Mettivieri  -  Lazaros Papakonstantinou 5-2
- Norberto Miguel  -  Lazaros Papakonstantinou 3-2
- Antonio Mettivieri  -  Norberto Miguel 2-1

### Girone 6
- David Baxter  -  Ludovic Geretto 0-1
- Alfredo Martinez  -  Ludovic Geretto 3-2
- David Baxter  -  Alfredo Martinez 0-0

### Girone 7
- Robert Lenz  -  Gregg Deinhart 5-0
- Markus Lindner  -  Gregg Deinhart 3-4
- Robert Lenz  -  Markus Lindner 0-0

### Girone 8
- David Ruelle  -  Rudi Knuf 4-0
- Dave Pawsey  -  Rudi Knuf 2-5
- David Ruelle  -  Dave Pawsey 2-0

### Girone 9
- Filipe Maia  -  Greg Dand 3-1
- Henk Landzaat  -  Greg Dand 0-2
- Filipe Maia  -  Henk Landzaat 1-0

### Girone 10
- Phil Redman  -  Marco De Bruin 2-0
- Lukas Opocensky  -  Marco De Bruin 0-2
- Phil Redman  -  Lukas Opocensky 2-0

### Girone 11
- Chris Thomas  -  Torsten Korzil 0-1
- Hugo Carvalho  -  Torsten Korzil 3-1
- Chris Thomas  -  Hugo Carvalho 1-0

### Girone 12
- Stefano De Francesco  -  Giorgios Koutis 0-0
- Christophe Fuseau  -  Giorgios Koutis 3-1
- Stefano De Francesco  -  Christophe Fuseau 6-3

### Girone 13
- Faycal Rouis  -  Efrem Intra  -
- David Vacke  -  Efrem Intra 1-5
- Faycal Rouis  -  David Vacke 1-0

### Girone 14
- Erich Hinkelmann  -  Gareth Christie 9-0
- Arturo Martinez  -  Gareth Christie 2-0
- Erich Hinkelmann  -  Arturo Martinez 0-2

### Girone 15
- Giancarlo Giulianini  -  Darren Clark 2-0
- Bessim Golger  -  Darren Clark 0-0
- Giancarlo Giulianini  -  Bessim Golger 4-1

### Girone 16
- Miguel Faria  -  Kostas Triantafillou 1-1
- Vitizslav Madr  -  Kostas Triantafillou 0-10
- Miguel Faria  -  Vitizslav Madr 4-0

## Secondo Turno
- Alain Hanotiaux  -  Darren Clarke 2-1
- Gil Delogne  -  Kostas Triantafillou 2-0
- Felipe Maia  -  Gregg Deinhart 3-0
- Marco De Bruin  -  David Ruelle 0-5
- Antonio Mettivieri  -  Chris Thomas 2-1 d.t.s.
- Ludovic Geretto  -  Stefano De Francesco 1-3
- Efrem Intra  -  Gianis Sioutis 5-0
- Erich Hinkelmann  -  Vasco Guimaraes 0-4
- Massimo Bolognino  -  Faycal Rouis 2-1
- Renzo Frignani  -  Arturo Martinez 2-0
- Hugo Carvalho  -  Norberto Miguel 2-1
- Christophe Fuseau  -  Alfredo Martinez 2*-2 d.c.p.
- Robert Lenz  -  Greg Dand 2-1 d.t.s.
- Rudi Knuf  -  Phil Redman 3-1
- Giancarlo Giulianini  -  Jesper Nielsen 5-0
- Miguel Faria  -  Derek Conti 1-2 d.t.s.

## Ottavi di Finale
- Gil Delogne  -  Alain Hanotiaux 1-0
- Felipe Maia  -  David Ruelle 1-2
- Antonio Mettivieri  -  Stefano De Francesco 1-2
- Efrem Intra  -  Vasco Guimaraes 2-1
- Massimo Bolognino  -  Renzo Frignani 4-1
- Hugo Carvalho  -  Christophe Fuseau 1-1* d.c.p.
- Robert Lenz  -  Rudi Knuf 0-1 d.t.s.
- Giancarlo Giulianini  -  Derek Conti 2-1 d.t.s.

## Quarti di Finale
- Gil Delogne  -  David Ruelle 4-1
- Efrem Intra  -  Stefano De Francesco 1-2
- Massimo Bolognino  -  Christophe Fuseau 1*-1 d.c.p.
- Giancarlo Giulianini  -  Rudi Knuf 5-2

## Semifinali
- Gil Delogne  -  Stefano De Francesco 1-2
- Massimo Bolognino  -  Giancarlo Giulianini 3-0

## Finale
- Massimo Bolognino  -  Stefano De Francesco 3-1